# Forgiveness (film, 2004)
Pour plus de détails, voir Fiche technique et Distribution.
Forgiveness est un film sud-africain réalisé par Ian Gabriel en 2004, qui raconte l’histoire d’un homme qui recherche le pardon auprès des personnes qui ont subi le poids de ses actes.

## Synopsis
Tertius Coetzee, un ancien policier blanc pendant l’apartheid, se sent coupable de la violence qu'il a exercée par le passé. Acquitté par la Commission Vérité et Réconciliation, Coetzee cherche à se faire pardonner le meurtre d'un activiste noir nommé Daniel Grootboom. Il se rend au petit village de pêcheurs Paternoster, sur la côte occidentale sauvage et venteuse de l'Afrique du Sud et tente de se rapprocher de la famille de la victime ; mais le père et la mère Grootboo ne savent pas comment réagir à la visite de l’assassin de leur fils. Le frère et la sœur de la victime sont furieux et songent immédiatement à se venger. Cette famille se retrouve mêlée à un complot visant à faire rester Coetzee en ville, pour une vengeance significative, organisée par d’autres victimes.

## Fiche technique
- Titre : Forgiveness
- Réalisateur : Ian Gabriel
- Producteurs exécutifs : Jeremy Nathan et Joel Phiri
- Scénario : Greg Latter
- Producteur : Cindy Gabriel
- Société de coproduction : Film i Väst
- Directeur de la photographie: Giulio Biccari
- Concept : Leon van der Merwe
- Rédacteur en chef: Ronelle Loots
- Musique originale : Philip Miller
- Musique additionnelle : Johannesburg Philharmonic Orchestra
- Mixage/son : Ian Osrin  Gavin Eckhart
- Langue audio : anglais
- Sous-titres : anglais
- Année : 2004
- Genre : Drame
- Durée : 112 minutes
- Format : Couleur, HD 35 mm Dolby Digital
- Avec la participation de la National Film & Video Foundation (NFVF) d’Afrique du Sud, de la Rand Merchant Bank, du Fonds Hubert Bals du Festival international du film de Rotterdam (Pays-Bas), South African Broadcasting Corporation (SABC2) et Giant Films.

## Distribution
- Arnold Vosloo : Tertius Coetzee
- Zane Meas : Hendrik Grootboom
- Denise Newman : Magda Grootboom
- Quanita Adams : Sannie Grootboom
- Christo Davids : Ernest Grootboom
- Elton Landrew : Llewellyn
- Lionel Newton : Luke
- Hugh Masebenza : Zuko
- Jeremy Crutchley : le père Dalton
- Nan Hamilton : Eva le Grange